# Walter Schuster
Walter Schuster, född 1958, är en svensk ekonom och professor i företagsekonomi vid Handelshögskolan i Stockholm.
Walter Schuster var professor i redovisning och finansiering 2004-2005 och innehar Öhrlings Pricewaterhousecoopers professur i redovisning och revision sedan 2006, båda vid Handelshögskolan i Stockholm .